# Otto Schmiedeknecht
Otto Schmiedeknecht est un entomologiste allemand, né le 8 septembre 1847 à Bad Blankenburg, Principauté de Schwarzbourg-Rudolstadt et mort le 11 février 1936 dans cette même ville.
Sa clé de détermination des hyménoptères d’Europe centrale jusqu’au genre, Die Hymenopteren Mitteleuropas nach ihren Gattungen und zum grossen Teil auch nach ihren Arten analytisch bearbeitet (Verlag von Gustav Fischer, Iéna), paraît d’abord en 1907 et est réédité en 1930.

## Source
- Stefan Vidal (2005). The history of Hymenopteran parasitoid research in Germany, Biological Control, 32 : 25-33.  (ISSN 1049-9644)